# Arrigo Finzi
Arrigo Finzi (Milano, 2 aprile 1917 – Haifa, 10 febbraio 2012) è stato un fisico italiano naturalizzato israeliano.
Nel 1963 ha proposto una modifica della teoria della gravitazione di Newton su grandi scale.
Basandosi sulle osservazioni del moto degli ammassi globulari intorno alla nostra galassia, calcolò una massa circa tre volte maggiore da quella ottenuta dalla misura della curva di rotazione della parte centrale della Galassia. Per poter spiegare tale apparente contraddizione, introduce una modifica della teoria newtoniana.